# پیمان آنکارا (۱۹۲۱)
پیمان آنکارا ۱۹۲۱ معاهده‌ای است که در ۲۰ اکتبر ۱۹۲۱ میلادی بعد از پایان جنگ فرانسه و ترکیه ما بین دو کشور درگیر در جنگ امضاء شد.

## پیش زمینه
مصطفی کمال آتاترک درگیر جنگ در دو جبهه شرق و غرب بود، جبهه غرب در این زمان سخت‌ترین صحنه کارزار مجلس ملی کبیر ترکیه با یونانیان بود. جنگ یونانی و ترکیه به سه مرحله قابل تقسیم است که تقریباً با نبردهای سال‌های ۱۹۲۱٬۱۹۲۰ و ۱۹۲۲ میلادی منطبق است. در مرحله اول تُرک‌ها شدیداً شکست خوردند. مرحله دوم نبرد در سال ۱۹۲۱ میلادی ابتدا برای یونانیان موفقیت‌آمیز بود و چند پیروزی بزرگ برایشان به ارمغان آورد، ولی تُرک‌ها با بسیج نیروهای خود به فرماندهی عصمت پاشا در ۱۰ ژانویه ۱۹۲۱ میلادی موفق شدند در دره‌ای نزدیک اینونو قوای یونانی را متوقف کنند. در نبرد مهم‌تر دومی در ۳۱ مارس مجدداً تُرک‌ها، یونانی‌ها را به عقب راندند. پیشرفت مجدد یونانی‌ها در ژوئیه آغاز و ادامه یافت تا اینکه در کنار «رود ساکاریا» با نیروهای ترکیه تلاقی کردند. هدف یونانیان پیشروی به سمت آنکارا بود. در ۲۴ اوت، نبردی بزرگ به وقوع پیوست و نیروهای ترکیه تحت فرماندهی کمال به پیروزی دست یافتند و یونانی‌ها عقب نشستند.

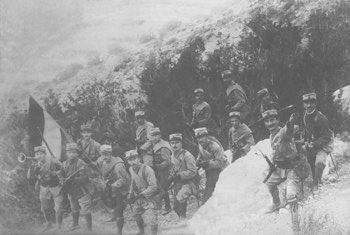
نیروهای داوطلب ارمنی در لژیون فرانسه

نبرد ساکاریا این فرصت را در اختیار کمال قرار داد تا علیه لژیون متحد فرانسه متشکل از سربازان فرانسوی، ارمنی و نیروهای چریک سوری موسوم به «جزایر» که آدانا، مرسین و عثمانیه را تحت کنترل داشتند وارد عمل شود.

## مذاکرات محرمانه
فرانسوی‌ها مذاکرات محرمانه‌ای را با تُرک‌ها در تابستان ۱۹۲۱ میلادی انجام دادند که سرانجام به امضاء موافقت نامه‌ای مابین فرانسوی‌ها و مجلس ملی کبیر ترکیه انجامید که پیامد آن تخلیه کیلیکیه از نیروهای فرانسوی بود.
فرانسه روز نهم فوریه کیلیکیه را تخلیه نمود روز بعد از آن سه هزار ارمنی قتل‌عام شدند، ۱۵۰۰ نفر فرار و خود را به مناطق امن تر رسانده؛ ولی عده کثیری از آن‌ها به واسطه سردی هوا جان باختند. از بیست هزار نفر ارمنی که در ماراش باقی‌مانده شانزده هزار نفر قتل‌عام شدند. مخبر جریده تایمز مقیم استانبول بیانیه فوق را ضمیمه کرده و می‌نویسد: «تُرک‌ها نقشه طرد و تبعید را مجدداً به موقع اجرا گذاشتند و چندین دسته از تبعید شدگان را با فجایع معموله به قتل رسانده‌اند.»
فرانسوی‌ها سه نکته اصلی اقتصادی، سیاسی و نظامی را منظور داشته بودند. مسئله این بود که فرانسوی‌ها در ترکیه از دارایی‌های مالی و فرهنگی وسیعی برخوردار بودند و نفوذ یونانی‌ها در آسیای صغیر می‌توانست در این منافع اختلال ایجاد کند. به علاوه فرانسوی‌ها نسبت به قدرت سیاسی بریتانیا در خاورمیانه حسادت می‌ورزیدند و حمایت دیوید لوید جرج از یونانی‌ها را طرحی برای دائمی کردن نفوذ آن‌ها می‌دیدند و سوم اینکه فرانسوی‌ها اوضاع آناتولی را به صورت واقع بین تر از انگلیس‌ها می‌دیدند و ارزیابی می‌کردند. آن‌ها دریافته بودند که نیروهای متحده دیگر قادر به تحمیل قرارداد صلحی بر تُرک‌ها که حاوی مواد مخالف منافع آن‌ها باشند نیستند.

### نتیجه مذاکرات محرمانه
براین اساس فرانسوی‌ها موفق شده بودند که قرارداد جداگانه‌ای را با بکرسامی به امضاء برسانند که بر پایه آن مخاصمه‌های منطقه کیلیکیه که پس از شکست قرارداد ترک مخاصمه محلی جسته و گریخته ادامه یافته بود به پایان می‌رسید. فرانسوی‌ها موافقت کرده بودند که منطقه شمال مرز موافقت شده سوریه را تخلیه کنند و در مقابل آن، بر بنیاد اصل پنجاه پنجاه، عده‌ای امتیازهای اقتصادی در زمینه معادن، راه آهن و دیگر طرح‌های عمرانی دریافت دارند. ایتالیایی‌ها هم به قراردادی این چنین دست یافته بودند که براساس آن پادشاهی ایتالیا در مقابل دریافت امتیازهای اقتصادی مشابهی در جنوب و غرب آناتولی، از ادعاهای ارضی تُرک‌ها حمایت می‌کرد.
اما هنگامی که بکر سامی به آنکارا بازگشت، کمال آتاتورک حتی بی‌آنکه با مجلس مشورت کند، این دو قرارداد را مردود اعلام کرد. استدلالش آن بود که قراردادهای مزبور آناتولی را به مناطق نفوذ نیروهای متحده تقسیم می‌کند. او در صورتی با برقراری صلح در کیلیکیه موافق بود که امکان سربازگیری از آنجا برای رفع نیازهای جبهه غربی امکان‌پذیر باشد. در واقع او می‌خواست با تکیه بر اختلاف روزافزونی که در بین جمهوری سوم فرانسه و امپراتوری بریتانیا پیش آمده بود، این امتیازها را براساس خواسته‌ها و شرایط خود دریافت کند.

## پیمان صلح
در ماه ژوئن ۱۹۲۱ میلادی فرانسه یک هیئت نیمه رسمی را تحت ریاست فرانکلین بویون به آنکارا فرستاد؛ و در بیست اکتبر ۱۹۲۱ میلادی موافقت نامه‌ای را با کمال امضاء کرد. مطابق این قرارداد به نبرد کیلیکیه خاتمه داده شد، اما این قرارداد تأثیری بر دیگر واحدهای فرانسوی در ترکیه نداشت. ترکیه پذیرفت، سوریه تحت قیمومت فرانسه قرار گیرد. این قرار داد همه آنچه را که تُرک‌ها می‌خواستند به آن‌ها می‌داد، با تخلیه کلیکیه موافقت می‌کرد، مرز بین کلیکیه و سوریه را مطابق خواست‌های تُرک‌ها به رسمیت می‌شناخت، و در ناحیه آلکساندرتا رژیمی را مستقر می‌ساخت که وظیفه اش پاسداری از منافع جمعیت تُرک منطقه بود. در مقابل این امتیازها، فرانسوی‌ها امتیاز انحصاری تکه‌هایی از راه آهن بغداد را به دست می‌آوردند؛ اما جز این هیچ گونه امتیاز دیگری در این قرارداد وجود نداشت.
از نظر فرانسوی‌ها این قرارداد حرکتی واقع گرایانه بود که تعهدات نظامی مورد بی رغبتی آن‌ها را تقلیل داده و موقعیتشان را در سوریه تقویت می‌کرد؛ چراکه منافع فرانسه در خاورمیانه در سوریه متمرکز بود. در پی امضای قرارداد، فرانسوی‌ها مقدار زیادی اسلحه تسلیم ترکیه کردند که شامل توپ‌های دوربرد، مهمات، و سایر مواد جنگی بود و موافقت کردند که اسلحه بیشتری را نیز به آن‌ها برسانند. این عمل موجب شد که عدم توازن نظامی تُرک‌ها و یونانی‌ها از بین برود.
جرج کرزن در لندن پس از یک سلسله گفتگو با گوناریس، نخست وزیر یونان، به امید برعکس کردن مسیر حرکت جریانات، تقاضا کرد تا جلسه‌ای از وزرای خارجه متفقین تشکیل شود و متن قرارداد صلح جدیدی تهیه گردد تا پس از بررسی آن به وسیله شورای عالی در قسطنطنیه، تقدیم دو طرف مخاصمه شود؛ اما در اوایل ماه ژانویه ۱۹۲۲ میلادی و در پی جلسه شورای عالی نیروهای متفق در شهر کان (فرانسه)، کابینه آریستی بریا، نخست وزیر فرانسه سقوط کرد و ریمون پوانکاره جانشین او شده و بلافاصله با تشکیل چنین کنفرانسی مخالفت کرد. بدین سان او از همان ابتدا موضع مستقل خود را نشان داد. دولت جدیدی هم که در ایتالیا به قدرت رسیده بود از او حمایت کرد.